# Offset (rappeur)
Pour les articles homonymes, voir Offset.
Offset, de son vrai nom Kiari Kendrell Cephus, né le 14 décembre 1991 à Lawrenceville, en Géorgie, est un rappeur et chanteur américain. Il est mieux connu comme membre du trio Migos, aux côtés des membres de sa famille Takeoff et Quavo.

## Biographie

### Carrière dans la musique
En 2009, Offset forme Migos avec Quavo et Takeoff. Ils sont directement liés ; Offset étant le cousin de Quavo, et ce dernier l'oncle de Takeoff. Les trois ont grandi ensemble dans le Comté de Gwinnett, en banlieue, à une demi-heure du nord-est d'Atlanta. « Je ne vais pas être assis comme, ' Mon voisinage était dur et j'ai dû arriver là-bas et broyer. ' On l'a fait difficilement pour nous. Nous avons choisi de rester dans les rues », explique Quavo.
Migos gagne initialement une reconnaissance notable après la sortie de leur morceau Versace en 2013. En 2015, le trio sort son album studio Yung Rich Nation, avec l'aide d'un jeune producteur australien appelé Yifei Hechen. En 2017, leur morceau Bad and Boujee devient un mème sur Internet, qui en engendre d'autres contenant les paroles « rain drop, drop top », qui sont chantées par Offset. La chanson atteint la première place au classement américain du Billboard' Hot 100, et beaucoup de critiques croient qu'Offset a réalisé le morceau,. En 2017, le trio sort son deuxième album, Culture, qui débute à la première place du classement Billboard Hot 200 aux États-Unis.
En dehors de Migos, Offset joue en solo et collabore avec plusieurs autres artistes. En juin 2017, il collabore avec Metro Boomin sur son prochain morceau, No Complaints, aux côtés de Drake, qui atteint la 71e place du Billboard Hot 100, et rejoint en septembre Macklemore sur son morceau Willy Wonka, issu de l'album Gemini.
Le 22 février 2019, Offset publie son premier album solo, intitulé Father of 4. Il est promu avec le single Red Room. L'album est le mieux reçu des trois projets solo des Migos.
Le 31 octobre 2017 sort Without Warning, un projet commun rassemblant Offset, 21 Savage et le producteur Metro Boomin.

### Carrière dans le cinéma
En 2016, Offset apparait dans un épisode de la série Atlanta de Donald Glover.
Il participe aussi à des publicités pour Gosha Rubchinskiy, Bryce Barnes, et Lavati.

### Vie privée
En février 2017, Offset commence à fréquenter la rappeuse américaine Cardi B. Le 27 octobre 2017, il lui demande sa main en direct dans la Power 99's Powerhouse à Philadelphie, en Pennsylvanie. Offset est le père de six enfants nommés Jordan, Kody, Kalea, Kulture, Wave et Blossom .
Le 5 décembre 2018, Cardi B annonce leur séparation. Puis quelque temps après, ils se sont remis ensemble.
Le 15 septembre 2020, Cardi B et Offset lancent la procédure de divorce.
Mais quelques jours plus tard Cardi B lance dans sa storie Instagram que "elle a fait une erreur et que elle était folle de vouloir divorcer de l'homme qu'elle aime le plus ». Le 4 septembre 2021 elle donne naissance à leur 2e enfant, un petit garçon prénommé Wave. Le 1er août 2024, Cardi B annonce être enceinte de son troisième enfant et se séparer définitivement de l’artiste.

## Polémiques
En janvier 2018, Offset a été critiqué pour avoir rappé une ligne qui inclut les paroles « Je ne peux pas vibrer avec les queers » dans la chanson « Boss Life » de YFN Lucci. Après que les paroles aient été considérées comme homophobes, il s'est excusé en disant qu'il n'avait pas l'intention que son utilisation du terme « queer » soit destinée à la communauté LGBT. Son épouse, Cardi B, a déclaré qu'Offset ne savait pas que le terme « queer » avait un passé homophobe. Il a depuis affirmé dans une publication sur Instagram qu'il supposait que les paroles utilisaient la définition de « queer » qui est définie comme excentrique et étrange.

## Affaires judiciaires
Pendant le pic de popularité engendré par Migos en 2013, Offset est incarcéré dans la prison du comté de Dekalb, en Géorgie, pour violation de sa probation qu'il a reçue pour cambriolage et vol,.
Le 18 avril 2015, les autorités arrêtent un concert de Migos à l'Université du sud de la Géorgie, et appréhendent les trois membres du groupe et plusieurs membres de leur entourage. Offset est accusé de possession illégale de stupéfiants (marijuana) et d'arme à feu dans une zone scolaire sécurisée.
Le 24 octobre 2020, Offset a été arrêté par la police de Beverly Hills à proximité d'un rassemblement de Donald Trump pour port d'arme dissimulée. Cependant, il a été libéré peu de temps après.

## Discographie

### Albums studio
- 2019 : Father of 4
- 2023 : Set it Off

### Albums collaboratifs
avec Metro Boomin & 21 Savage
- 2017 : Without Warning

## Filmographie
| Année | Titre   | Rôle     | Notes                    |
| ----- | ------- | -------- | ------------------------ |
| 2016  | Atlanta | Lui-même | Épisode : "Go for Broke" |